# La doncella de Orleans (ópera)
La doncella de Orleans (título original en ruso, Орлеанская дева, transliterada como Orleanskaya deva) es una ópera en cuatro actos, seis escenas, con música y libreto en ruso de Piotr Ilich Chaikovski. El libreto se basaba en varias fuentes: La doncella de Orleans de Friedrich Schiller traducida por Vasili Zhukovski; Jeanne d’Arc (Juana de Arco) de Jules Barbier; el libreto de Auguste Mermet para su propia ópera; y la biografía escrita por Henri Wallon de Juana de Arco. Dedicada al director Eduard Nápravník, esta obra representa el más cercano acercamiento del compositor a la grand opéra aunque en el idioma ruso, especialmente con su inclusión de un ballet en el Acto II. 

## Historia
Fue compuesta entre 1878 y 1879. Se estrenó el 13 de febrero de 1881 en el Teatro Mariinski de San Petersburgo, bajo la dirección de Eduard Nápravník.
Las partes más conocidas de la óperas son el aria de Juana (acto I) y las danzas (acto II). El aria "Adiós bosques" cantada en francés ("Adieu forets")forma parte del repertorio de concierto de celebradas cantantes no rusas como Eileen Farrell o Jessye Norman
Destacadas intérpretes del rol han sido Sofia Preobrazhenskaya, Irina Arjípova, Galina Vishnévskaya, Tamara Milashkina, Makvala Kasrashvili, Yelena Obraztsova
Esta obra rara vez se representa en la actualidad; en las estadísticas de Operabase aparece con sólo 6 representaciones en el período 2005-2010, siendo la quinta de Chaikovski y la trigésima de Rusia.

## Personajes
| Personaje | Tesitura               | Reparto del estreno 25 de febrero (13 de febrero fecha antiguo estilo de 1881 (Director: Eduard Nápravník) |
| --- | ---------------------- | --- |
| Rey Carlos VII | tenor                  | Mijaíl Vasiliev                                                                                            |
| El arzobispo | bajo                   | Vladímir Mayboroda                                                                                         |
| El papa | tenor                  | |
| Dunois, un caballero francés | barítono               | Fiódor Stravinski                                                                                          |
| Lionel, un caballero borgoñón | barítono               | Ippolit Prianishnikov                                                                                      |
| Thibaut d'Arc, padre de Juana | bajo                   | Mijaíl Koriakin                                                                                            |
| Raymond, prometido de Juana | tenor                  | Sokolov |
| Bertrand, un campesino | bajo                   | |
| Soldado | bajo                   | |
| Juana de Arco | soprano o mezzosoprano | Mariya Kamenskaya                                                                                          |
| Agnès Sorel | soprano                | Wilhelmina Raab                                                                                            |
| Angel, voz solo en el coro de ángeles | soprano                | |
| Coro, papeles mudos: Cortesanos y damas, soldados franceses e ingleses, caballeros, monjes, gitanos, pajes, bufones, enanos, trovadores, verdugos, pueblo |                        | |